# FK Slavia Opava
FK Slavia Opava, z.s. (celým názvem: Fotbalový klub Slavia Opava, z.s.) je český amatérský fotbalový klub, který sídlí ve slezském městě Opava v Moravskoslezském kraji. Od sezóny 2019/20 působí v I. B třídě - skupině A Moravskoslezského kraje.
Své domácí zápasy odehrává na hřišti u bývalého cukrovaru v Kateřinkách.

## Historie
Klub byl založen v roce 1921 pod jménem SK Olymp Kateřinky v Kateřinkách u Opavy. V roce 1923 změnil svůj název na SK Slavia Kateřinky. Koncem roku 1927 se sešli zástupci všech českých fotbalových spolků (SK Slezan Opava, SK Unie Kateřinky a SK Slavia Kateřinky), aby projednali sloučení v jeden celek pod názvem SK Slezská Slavia Opava. Ke sloučení nakonec došlo až v roce 1928. Ve stejném roce, během výročních oslav 10 let samostatné Československé republiky, založila SK Slezská Slavia Opava soutěž o putovní stříbrný pohár věnovaný tehdejším slezským prezidentem JUDr. Josefem Šrámkem. Pohárová soutěž byla známá jako Šrámkův pohár, který se odehrával v letech 1928-1932, 1935 a 1937. Po Mnichovské dohodě, kdy byly veškeré české spolky v Opavě zakázány, klub zaniknul.
K obnovení SK Slezská Slavia Opava došlo až v roce 1946. Zatímco druhý opavský klub SK Slezan Kateřinky zabral v rozbombardované Opavě hřiště po DSV Troppau, na SK Slezskou Slavii Opava zbylo bývalé hřiště po SK Slezan Kateřinky "U Cukrovaru". Po roce 1948 byl klub začleněn nejprve pod Sokol jako Sokol Slezská Slavia Kateřinky a v roce 1949 pod Závodní sokolskou jednotu zřízenou při podniku Minerva jako ZSJ Minerva Opava (zal. 1948). Od roku 1953 se klub stal součástí svazu Dobrovolné sportovní organizace Spartak. Během konference konané v roce 1959 bylo dohodnuto sloučení s TJ Žižka Opava. Samotné sloučení bylo dokončeno v následujícím roce 1960 a s tím byl veškerý majetek TJ Žižka převeden pod TJ Spartak Opava. Začátkem listopadu roku 1964 byl změněn název klubu na TJ Spartak Minerva Opava. Koncem 60. let došlo ještě ke dvěma změnám v názvu klubu. Nejprve v roce 1968 na TJ Slavia Minerva Opava, po té krátce na TJ Slavia MSA Opava a opět zpátky na TJ Slavia Minerva Opava.

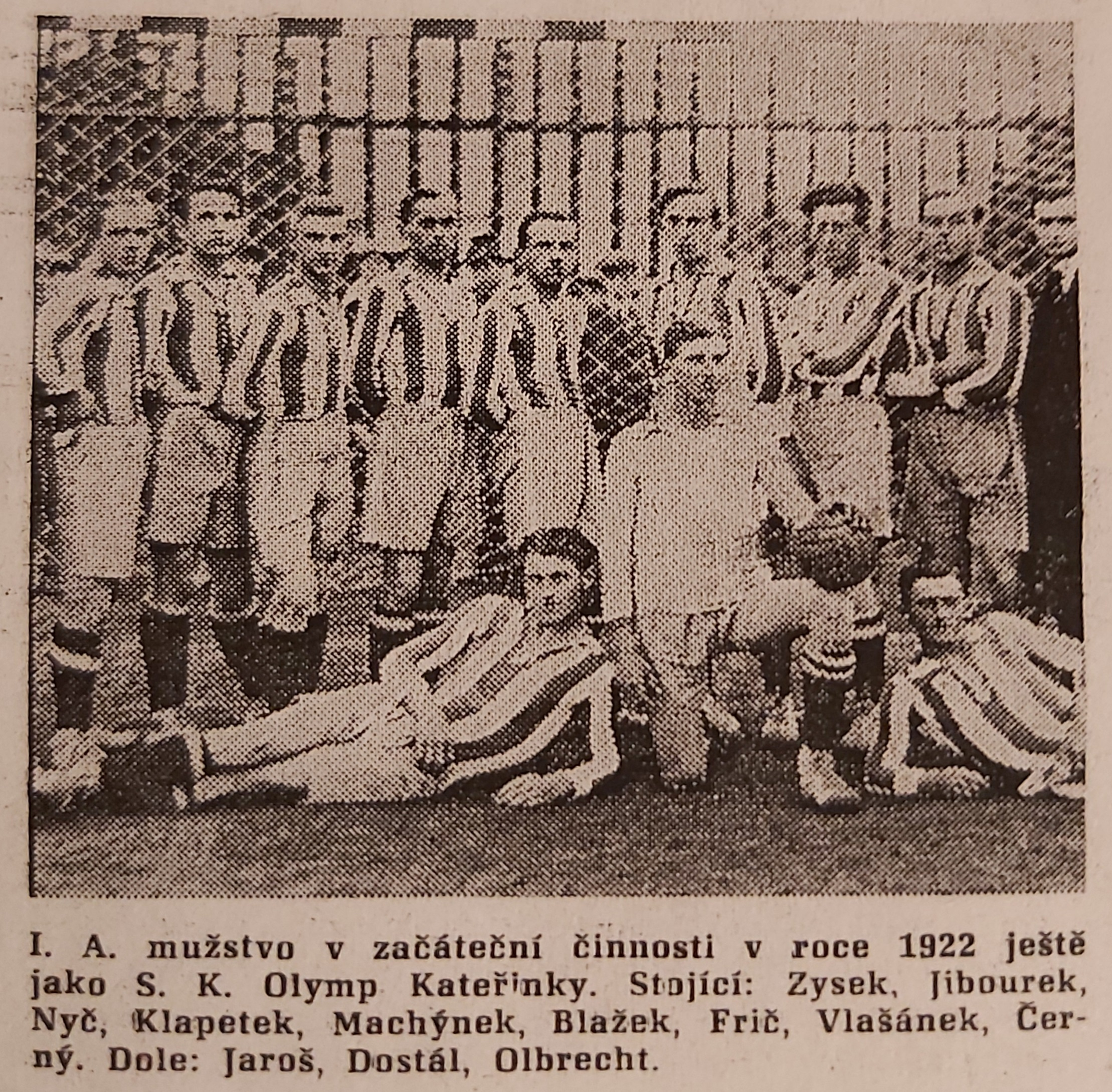
SK Olymp Kateřinky v roce 1922

V roce 1981 byl podnik Minerva začleněn pod koncern Sigma. Na základě této změny došlo i ke změně názvu klubu na TJ Slavia Sigma Opava. Pod tímto názvem hrával klub až do roku 1989, kdy byl obnoven starý název TJ Slavia Minerva Opava.
V roce 2001 se rozhodl fotbalový oddíl vystoupit z TJ Slavia Minerva Opava a dále pokračovat jako samostatný subjekt pod názvem FK Slavia Opava. K samotné realizaci došlo až k 1. 7. 2004.
Tělovýchovná jednota Slavia Minerva Opava zanikla 31. prosince 2006.
Od roku 2015 pořádá klub charitativní turnaj Ceca Cup, jehož patronem se stal odchovanec SFC Opava a reprezentant Libor Kozák.
V srpnu 2021 oslavil klub výročí 100. let od svého založení.

## Historické názvy
Zdroj:
FK Slavia Opava:
- 1921 – SK Olymp Kateřinky
- 1923 – SK Slavia Kateřinky
- 1928 – fúze s SK Unie Kateřinky a s SK Slezan Opava do SK Slezská Slavia Opava
- 1938 – zánik
- 1946 – obnovení činnosti
- 1948 – fúze se TJ Sokol Kateřinky jako TJ Sokol Slezská Slavia Kateřinky
- 1949 – začlenění do ZSJ Minerva Opava (Závodní Sokolská Jednota Minerva Opava)
- 1953 – začlenění do DSO Spartak jako TJ Spartak Opava
- 1960 – fúze s TJ Žižka Opava (název nezměněn)
- 1964 – TJ Spartak Minerva Opava
- 1968 – TJ Slavia Minerva Opava
- 196? – TJ Slavia MSA Opava
- 197? – TJ Slavia Minerva Opava
- 1981 – TJ Slavia Sigma Opava
- 1989 – TJ Slavia Minerva Opava
- 2004 – FK Slavia Opava

ZSJ Minerva Opava:
- 1948 – ZK Minerva Opava (Závodní klub Minerva Opava)
- 1949 – ZSJ MILA Opava (Závodní Sokolská Jednota Minerva-Lada Opava)
- 1949 – ZSJ Minerva Opava (Závodní Sokolská Jednota Minerva Opava)
- 1953 – začlenění do DSO Spartak jako TJ Spartak Opava

## Slavní hráči
- Zbyněk Pospěch[19][20]
- Jaromír Srubek[21][22]
- Petr Vašek[23]

## Umístění v jednotlivých sezonách
Zdroj:
Stručný přehled
- 2002–2003: I. B třída Moravskoslezského kraje – sk. A
- 2003–2009: I. A třída Moravskoslezského kraje – sk. A
- 2009–2010: I. B třída Moravskoslezského kraje – sk. A
- 2010–2013: Okresní přebor Opavska
- 2013–2015: I. B třída Moravskoslezského kraje – sk. A
- 2015–2019: Okresní přebor Opavska
- 2019–: I. B třída Moravskoslezského kraje – sk. A

Jednotlivé ročníky
Legenda: Z - zápasy, V - výhry, R - remízy, P - porážky, VG - vstřelené góly, OG - obdržené góly, +/- - rozdíl skóre, B - body, červené podbarvení - sestup, zelené podbarvení - postup, fialové podbarvení - reorganizace, změna skupiny či soutěže
| Česko (2002 – ) |                                            |        |    |    |   |    |    |    |     |    |        |
| Sezóny          | Liga                                       | Úroveň | Z  | V  | R | P  | VG | OG | +/- | B  | Pozice |
| 2002/03         | I. B třída Moravskoslezského kraje – sk. A | 7      | 26 | 20 | 2 | 4  | 58 | 22 | +23 | 62 | 1.     |
| 2003/04         | I. A třída Moravskoslezského kraje – sk. A | 6      | 26 | 12 | 6 | 8  | 39 | 31 | +3  | 42 | 4.     |
| 2004/05         | I. A třída Moravskoslezského kraje – sk. A | 6      | 26 | 9  | 3 | 14 | 43 | 51 | −9  | 30 | 12.    |
| 2005/06         | I. A třída Moravskoslezského kraje – sk. A | 6      | 26 | 7  | 8 | 11 | 46 | 49 | −10 | 29 | 12.    |
| 2006/07         | I. A třída Moravskoslezského kraje – sk. A | 6      | 26 | 12 | 5 | 9  | 48 | 36 | +2  | 41 | 3.     |
| 2007/08         | I. A třída Moravskoslezského kraje – sk. A | 6      | 26 | 7  | 5 | 14 | 28 | 51 | −13 | 26 | 9.     |
| 2008/09         | I. A třída Moravskoslezského kraje – sk. A | 6      | 26 | 5  | 8 | 13 | 30 | 49 | −16 | 23 | 14.    |
| 2009/10         | I. B třída Moravskoslezského kraje – sk. A | 7      | 26 | 7  | 6 | 13 | 39 | 60 | −12 | 27 | 13.    |
| 2010/11         | Okresní přebor Opavska                     | 8      | 26 | 13 | 4 | 9  | 57 | 47 | +4  | 43 | 5.     |
| 2011/12         | Okresní přebor Opavska                     | 8      | 26 | 19 | 4 | 3  | 78 | 36 | +22 | 61 | 2.     |
| 2012/13         | Okresní přebor Opavska                     | 8      | 26 | 16 | 6 | 4  | 70 | 34 | +15 | 54 | 2.     |
| 2013/14         | I. B třída Moravskoslezského kraje – sk. A | 7      | 26 | 10 | 5 | 17 | 51 | 47 | −4  | 35 | 7.     |
| 2014/15         | I. B třída Moravskoslezského kraje – sk. A | 7      | 26 | 6  | 6 | 14 | 45 | 67 | −15 | 24 | 11.    |
| 2015/16         | Okresní přebor Opavska                     | 8      | 26 | 12 | 4 | 10 | 64 | 47 | +1  | 10 | 7.     |
| 2016/17         | Okresní přebor Opavska                     | 8      | 26 | 10 | 6 | 10 | 56 | 58 | −3  | 36 | 8.     |
| 2017/18         | Okresní přebor Opavska                     | 8      | 26 | 16 | 4 | 6  | 64 | 38 | +13 | 52 | 4.     |
| 2018/19         | Okresní přebor Opavska                     | 8      | 24 | 16 | 4 | 4  | 68 | 26 | +16 | 52 | 1.     |
| * 2019/20       | I. B třída Moravskoslezského kraje – sk. A | 7      | 13 | 8  | 1 | 4  | 28 | 17 | +4  | 25 | 3.     |
| * 2020/21       | I. B třída Moravskoslezského kraje – sk. A | 7      | 8  | 3  | 3 | 2  | 16 | 15 | 0   | 12 | 9.     |
| 2021/22         | I. B třída Moravskoslezského kraje – sk. A | 7      | 26 | 7  | 1 | 8  | 36 | 52 | −16 | 22 | 12.    |
| 2022/23         | I. B třída Moravskoslezského kraje – sk. A | 7      | 26 | 9  | 5 | 12 | 34 | 44 | −10 | 32 | 9.     |
| 2023/24         | I. B třída Moravskoslezského kraje – sk. A | 7      | 24 | 8  | 6 | 10 | 48 | 53 | −5  | 30 | 7.     |
| 2024/25         | I. B třída Moravskoslezského kraje – sk. A | 7      | 26 | 11 | 3 | 12 | 54 | 53 | +1  | 36 | 8.     |

* pozn. - Soutěž nebyla dohrána (koronavirus)

## Bývalé sportovní oddíly
Zdroj:
Auto-Moto (192? - 193?)
Cyklistika (1950 - 195?)
Velký zájem o zřízení cyklistického oddílu byl v roce 1950 především mezi mládeži, která se hned tentýž rok zúčastnila mistrovství SHDM (Sportovní hry dělnické mládeže). V oddíle byly založeny tři odvětví: cykloturistika, závodní cyklistika a krasojízda. V roce 1951 se dorostenka Zimmermanová stala přebornici republiky a dorostenec Vilč zvítězil na opavském okruhu. Stejný závodník se v roce 1952 stal přeborníkem kraje jak v terénní cyklistice tak i v závodě na silnicích. V přeboru republiky v terénní cyklistice konaném v roce 1952 v Olomouci obsadil dorostenec Vilč 2. místo a obhájil své vítězství z minulého roku na opavském okruhu. Rok 1953 přinesl dalšího přeborníka republiky v silniční cyklistice z Opavy. V kategorii mladšího dorostu zvítězila dorostenka Kolarčíková, když se před stala krajskou přebornicí v terénní cyklistice a na silnicích. V roce 1954 a 1955 získané krajské tituly obhájila. Po přechodu do kategorie žen v roce 1956 se Kolarčíková umístila v přeboru republiky v silničním závodě na 3. místě. Následující rok 1957 byl pro Kolarčíkovou trochu úspěšnější, když v přeboru republiky obsadila 2. místo. Zrušení učňovského střediska při závodě Minerva došlo v oddílu ke stagnaci, který nakonec přestoupil do cyklistického oddílu při TJ Ostroj Opava.
Badminton (1973 - 2007)
První badmintonový oddíl v Opavě byl ustaven při TJ Slavia Sigma Opava v květnu roku 1973 a hned ve své první sezoně 1973/74 zvítězil ve II. třídě krajského přeboru a postoupil do I. třídy, kde hrál pravidelně až do sezony 1992/93, kdy opět postoupil do oblastního přeboru.
K 1. 1. 2007 přestoupil celý oddíl po zániku původní TJ Slavia Minerva Opava do SK P.E.M.A. Opava.
Box (1947 - 1953)
Rohovnický oddíl byl založen v roce 1947. Že je o box v Opavě veliký zájem, potvrdilo hned první měření sil s rohovníky SK Čechie VII Moravská Ostrava, kdy přeplněné hlediště sledovalo vítězství domácí osmy. V roce 1948 se opavský borec Machanec probojoval až do finále země Moravskoslezské v Bruntále. Následující rok 1949 přinesl hned několik úspěchů. Na nováčkovském mistrovství Moravy v Krnově se z nasazených 7 borců 4 probojovali až do finále. Byli to Adámek ve váze lehké, Tvarůžek ve walteru, H. Dudis ve střední váze a Hanák ve váze těžké. Nejhodnotnějšího úspěchu dosáhl Václav Binar, který serií rozhodných knockout vítězství opakoval i ve finále a stal se tak po zásluze nováčkovským mistrem Moravy ve váze pérové. O měsíc později tentýž borec získal v Moravské Třebové titul juniorského mistra Moravy. V roce 1949 byl rohovnický oddíl zařazen do moravskoslezské divisní soutěže. Na následujícím nováčkovském mistrovství Moravy, konaném v roce 1949 v Opavě, vyšli opavští borci naprázdno. V roce 1953 byla činnost oddílu ukončena.
Házená (1945 - 2004)
Házená byla od počátku reprezentována pouze oddílem mužů. V roce 1946 bylo ustaveno ženské mužstvo, které se v roce 1950 probojovalo až do moravské ligy. Zajímavostí tehdejší doby je, že se házená v Opavě v padesátých letech hrála na městském kluzišti i za umělého osvětlení. V roce 1959 družstvo mužů hraje pouze rekreačně a mužstvo stagnuje. K obnovení činnosti dojde až v roce 1964 bývalými hráči OU Ostroj a Dukly Opava. Na podzim roku 1969 přestoupil házenkářský oddíl TJ Slezan Opava do TJ Slavia Minerva Opava.
V roce 2004 působili v oddíle z původní rozsáhlé základny pouze dvě dívčí družstva - starší a mladší žáčky - a celý oddíl byl převeden pod SK P.E.M.A. Opava.
Hudební oddíl (1949 - 1953)
Oddíl minervácké dechovky byl ustaven koncem roku roce 1949 při ZSJ MILA Opava. V roce 1953 byla činnost oddílu ukončena.
Kulturistika (1972 - 199?)
Základ opavské kulturistiky se začal formovat v roce 1972, kdy se parta nadšenců okolo Jiřího Týna (bývalý československý representant) rozhodla založit kulturistický oddíl. Hned v roce 1973 se dostavil první úspěch, když se Karel Deutsch jako první Opavák dostal na republikový šampionát. Mezi nejúspěšnější opavské kulturisty se dále řadí Dušan Toman, který v letech 1979 a 1980 suverénně vítězil od krajského přeboru až po mistrovství ČSSR; Jirka Patyk, který v roce 1978 získal bronzové medaile v kategorii juniorů na mistrovství Čech i mistrovství ČSSR; a Ing. Jaroslav Kulovaný, jeden z nejlepších českých kulturistů v kategorii do 179 cm, který po nástupu na vysokou školu do Pardubic přestoupil do pardubického Olympiku.
V roce 1978 položil oddíl kulturistiky základ nové soutěže kulturistiky v ČSSR - Velká cena Opavy, která od roku 1990 nese název Grand Prix Pepa Opava.
Po sametové revoluci se Jiřímu Týnovi podařilo realizovat výstavbu vlastní posilovny, která vznikla v roce 1992 v bývalém kulturním domě pod názvem Bavaria Fitness.
Kuželky (1950 - 2002)
Kuželkářský sport se v ZSJ Minerva Opava začal rozvíjet od roku 1950. Jelikož oddíl ze začátku nevlastnil vlastní kuželnu, trénoval nejdříve na jednodráze v OÚNZ, později na dvoudráze v tehdejších Gottwaldových sadech (dnes Městské sady) a nakonec v kuželně Tyršova stadionu. V roce 1957 se oddíl probojoval až do celostátního přeboru. První vlastní kuželnu klub získal adaptováním staré kuželny od TJ Slezan Opava na bývalém Orelském stadionu, kterou přestavěl a slavnostně otevřel 12. srpna 1966.
V roce 2002 vystoupil kuželkářský oddíl z TJ Slavia Minerva Opava a dále pokračuje ve své činnosti jako KK Minerva Opava.
Lední hokej (1930 - 1934)
Oddíl ledního hokeje při SK Slezská Slavia Opava byl ustaven na konci roku 1930. Jelikož neměl klub regulérní hřiště ani oblečení, nemohl se zúčastnit mistrovských utkání, a tak se utkával pouze v přátelských zápasech s okolními kluby na improvizovaném kluzišti - stříkaném ledě - na ploše Tyršova stadionu. Od roku 1934 se hokejový oddíl stal součástí TJ Sokol Opava.
Lukostřelba (1950 - 1953)
Lukostřelecký oddíl byl ustaven při ZSJ Minerva Opava v roce 1950. V přeboru republiky konaném v roce 1951 obsadil dorostenec Popadinec 2. místo. V roce 1952 obsadilo ženské dorostenecké družstvo 4. místo a mužské dorostenecké družstvo 5. místo v celkové klasifikaci přeboru republiky. V následujícím roce 1953 po získání titulu okresního přeborníka zanechal oddíl činnosti a přestoupil do lukostřeleckého oddílu TJ Baník Opava (TJ Ostroj Opava).
Lyžování (1947 - 19??)
Zakoupením chaty v Karlově v roce 1947 byl ustaven lyžařský oddíl, který se zaměřil především na výchovu mládeže v lyžařském umění. První úspěchy se dostavil v roce 1950, kdy se okresního kola SHDM zúčastnilo 45 závodníku z řad mládeže. Do krajského kola se probojovalo 25 mladých závodníků, z nichž se 9 probojovalo až do celostátního kola.
Odbíjená (1953 - 19??)
Odbíjená při TJ Spartak Opava byla ustavena v roce 1953, kdy dvě družstva mužů soutěžila v okresní soutěži. Až do roku 1958 byla činnosti oddílu zcela amatérská, nepravidelná a nesystematická, kdy začal oddíl pracovat organizovaně a do soutěže přihlásil družstvo mužů a žen. Obě družstva soutěžili v okresním přeboru. Oddíl mužů byl tvořen volejbalisty závodu Minerva. Družstvo žen bylo složeno převážně z členek divadla Zdeňka Nejedlého. V roce 1959 vyhrálo družstvo žen kvalifikaci o postup do krajského přeboru. Stejné družstvo v roce 1964 v rozhodujícím utkání o postup do 2. ligy podlehlo na domácím hřišti ženskému družstvu TJ MEZ Frenštát. V 70. letech byla odbíjená sportem číslo 1 v TJ Slavia Minerva Opava a se svými více než 90 aktivními sportovci se stal nejmasovějším oddílem v okrese. Oddíl odehrával své domácí zápasy na hřišti v ulici Krnovská.
Stolní tenis (1948 - 195?; 1957 - 1971)
První oddíl stolního tenisu byl ustaven při ZSJ Minerva Opava v roce 1948. V roce 1951 měl oddíl 2 družstva v okresním přeboru.
Oddíl stolního tenisu byl obnoven v roce 1957, kdy bylo do okresního přeboru přihlášeno smíšené družstvo 4 mužů a 2 žen. Později byl systém soutěže rozdělen na družstva mužů a družstva žen a tato družstva soutěžila samostatně. V roce 1967 zanechalo družstvo žen činnosti. Družstvo mužů se v roce 1971 nepřihlásilo do soutěže a bylo tělovýchovnou jednotou rozpuštěno.
Šachy (1948 - 1950; 1954 - 1965; 1969 - 19??)
Šachový oddíl byl ustaven v roce 1948 a v červnu roku 1950 přestoupil do ZK ROH.
Obnovení šachového oddílu začalo v roce 1954 a již v roce 1958 bylo pro velký počet hráčů utvořené druhé družstvo. Obě družstva se zúčastňovali okresního přeboru. V roce 1962 se I. družstvo stalo přeborníkem okresu a získalo právo hrát kvalifikační turnaj o postu do krajské soutěže, kde proti družstvu Frenštátu neuspělo a hrálo opět okresní přebor. Činnost oddílu v roce 1965 zanikla pro zanechání aktivní účasti většího počtu špičkových hráčů nebo jejich odchodem z oddílu.
K dalšímu obnovení došlo v roce 1969 po zániku šachového oddílu TJ Ostroj Opava.
Tenis (1960 - 19??)
Tenisový oddíl byl ustaven v roce 1960 hrstkou zájemců, která si zajistila možnost pravidelně hrát na dvorcích TJ Slezan Opava na Tyršově stadionu. V roce 1962 se vynořili zprávy o tom, že na Tyršově stadionu budou v důsledku rekonstrukce stadionu tenisové dvorce zrušeny, a tak již na podzim roku 1962 se začalo s výstavbou vlastních dvorců v prostoru hřiště kopané v Kateřinkách. Samotný provoz vlastních tenisových dvorců byl zahájen při příležitosti sportovního dne 31. května 1964.
Oddíl po zánik původní TJ Slavia Minerva Opava dále pokračuje ve své činnosti jako TK Minerva Opava.
Turistika (1958 - 19??)
V roce 1958 byl při TJ Spartak Opava ustaven odbor turistiky jako pionýrský kroužek při ZŠ Marxova (dnes ZŠ Mařádkova) se zaměřením na turistiku.
ZRTV (1948 - 19??)
Oddíl základní tělesné výchovy, původně nazývaný oddíl všeobecné průpravy, byl ustaven v roce 1948 a své cvičení provozoval nejprve v tělocvičně na ulici Ochranova a později v tělocvičně ZŠ Riegrova.